# Финал чемпионата мира по хоккею с шайбой 2008
Финальная игра чемпионата мира по хоккею с шайбой 2008 года состоялась 18 мая в городе Квебеке, на арене «Колизей Пепси». В решающем матче за золотые награды впервые в истории проведения мировых первенств встретились одни из самых непримиримых соперников среди национальных команд — сборная Канады и сборная России. Во время игры на трибунах «Колизей Пепси» присутствовали 13 339 зрителей. Матч обслуживала бригада судей во главе с шведскими арбитрами  Кристером Ларкингом и Маркусом Виннерборгом.
Сборная Канады, имевшая одну из самых сильных атакующих линий среди остальных национальных команд на чемпионате мира, в течение финала дважды вела в счёте с разницей в две шайбы, но россияне, благодаря наступательному потенциалу и грамотным тактическим действиям со стороны своего главного тренера Вячеслава Быкова, сумели переломить ход игры и одержать победу над соперником. Канадцы, которыми на мировом первенстве руководил Кен Хичкок, на протяжении первой половины основного времени матча владели инициативой, причём их преимущество в первые 20 минут встречи было таким подавляющим, что к перерыву они вели в счёте 3:1. Во втором периоде инициатива постепенно начала переходить к россиянам, однако к его окончанию канадцы всё равно выигрывали с разницей в две шайбы — 4:2. Ключевым отрезком в матче оказались последние 20 минут основного времени. Именно в заключительном периоде сборная Канады из-за активного прессинга со стороны соперника не сумела удержать преимущество и позволила сборной России сравнять счёт (4:4). Обладатель золотых наград чемпионата мира определился в овертайме: победу россиянам на третьей минуте дополнительного времени при игре в большинстве точным броском принёс Илья Ковальчук.

## Путь соперников к финалу

### Канада
Состав участников групп на предварительном этапе чемпионата мира 2008 определялся согласно рейтингу национальных команд, составленному Международной федерацией хоккея (ИИХФ) после завершения мирового первенства 2007 года. Сборная Канады заняла в рейтинге итоговое второе место и по результатам посева попала в группу B, где её соперниками стали сборные США, Латвии и Словении.
2 мая канадцы сыграли на турнире первый матч, в котором одержали победу над словенцами со счётом 5:1. Во встрече со сборной Словении Дэни Хитли, забросивший в игре три шайбы, стал лучшим снайпером своей национальной команды на чемпионатах мира: хет-трик позволил нападающему «Оттавы» превзойти достижение (21 шайба) предыдущего рекордсмена Марселя Дионна на две шайбы. В следующем матче канадцы снова одержали уверенную победу над соперником — с крупным счётом 7:0 они выиграли у латвийцев. Во встрече против Латвии в канадской сборной был побит ещё один рекорд результативности — по общему количеству очков, набранных одним хоккеистом, на мировых первенствах. Лучшим бомбардиром стал Хитли, который благодаря шайбе и трём передачам набрал на чемпионатах в общей сложности 40 очков, что позволило Дэни обойти предыдущего лидера своей национальной команды Стива Айзермана на один результативный балл. Предварительный этап канадская сборная завершала игрой против сборной США. Встреча двух североамериканских команд прошла в упорной борьбе: канадцы в начале второго периода выигрывали 3:0, а в начале третьего — 4:2, однако преимущество удержать не смогли и позволили сопернику сравнять счёт. Только ошибка, допущенная в атаке хоккеистами сборной США в концовке основного времени матча, позволила сборной Канаде забросить победную шайбу и выиграть 5:4. Благодаря одержанной победе над американцами в заключительном туре предварительного этапа, канадцы заняли первое место в группе, набрав максимально возможное количество очков.
В квалификационном раунде сборной Канаде предстояло в группе F поочерёдно провести матчи со сборными Норвегии, Германии и Финляндии. Канадцы, выиграв у сборной Норвегии со счётом 2:1, первыми на турнире обеспечили себе участие в 1/4 финала мирового первенства. В следующей встрече сборная Канады с крупным счётом 10:1 выиграла у сборной Германии. Четыре шайбы в ворота соперника забросил Эрик Стаал, оказавшийся единственным за 15 лет хоккеистом в своей команде, который оформил покер на чемпионатах мира. Чтобы занять первое место в группе F, канадцам в последнем туре квалификационного раунда нужно было одержать победу над финнами. Встреча двух лидеров группы закончилась со счётом 6:3 в пользу сборной Канады, а победа позволила североамериканским хоккеистам получить в соперники по 1/4 финала самую слабую команду-участницу стадии плей-офф турнира — сборную Норвегии.
В отличие от игры с норвежцами в квалификационном раунде, где канадцы с трудом победили соперника с разницей только в одну шайбу, в четвертьфинале канадская сборная уверенно выиграла со счётом 8:2 и вышла в полуфинал турнира. Последним соперником на пути к матчу за золотые награды чемпионата мира для сборной Канады стала шведская национальная команда. Полуфинальная встреча между Швецией и Канадой прошла в упорной борьбе: канадцы в первом периоде открыли счёт, а во втором забросили четыре шайбы. Шведы же ко второму перерыву в матче сумели забить три гола в ворота Паскаля Леклера. Самым упорным отрезком игры оказался третий период: шведская сборная в течение двадцати минут пыталась сравнять счёт, однако команде удалось забросить только одну шайбу. Канадцы в итоге победили со счётом 5:4 и вышли в финал.

### Россия
Сборная России в рейтинге ИИХФ 2007 года заняла итоговое пятое место. По результатам посева российской национальной команде на предварительном этапе чемпионата мира 2008 года предстояло играть в группе D, где её соперниками стали сборные Чехии, Италии и Дании. Первый матч на турнире россияне сыграли 2 мая против итальянцев. Сборная России была фаворитом встречи и без особых проблем выиграла с крупным счётом 7:1. Во втором туре россияне играли со своим основным соперником по группе — чехами. Обе сборные в матче между собой продемонстрировали атакующий хоккей, сумев забросить на двоих восемь шайб за три периода. Основное время игры закончилось со счётом 4:4, однако в овертайме россияне всё же оказались сильнее — победу своей команде (5:4) точным броском принёс Алексей Морозов. После игры второго тура сборная России столкнулась с проблемой, обусловленной отсутствием в составе опытного вратаря. Первоначально основными голкиперами на турнире должны были стать Семён Варламов и Александр Ерёменко, но Варламов ещё до старта чемпионата получил тяжёлую травму голеностопа, а Ерёменко повредил связки колена в матче против сборной Чехии. В итоге место основного вратаря пришлось занять резервному голкиперу Михаилу Бирюкову. Предварительный этап россияне завершали игрой против датчан. Встреча закончилась со счётом 4:1 в пользу российской сборной, которая после победы над последним соперником заняла первое место в группе D.
В квалификационном раунде сборной России в группе E предстояло провести матчи против сборных Беларуси, Швеции и Швейцарии. Россияне в матче первого тура встречались с белорусами. Сборная России имела статус фаворита, однако белорусская сборная, сумевшая хорошо организовать игру в обороне, а также благодаря действиям в воротах Виталия Коваля, на протяжении большей части встречи смогла сдерживать атакующий потенциал россиян. Белорусским хоккеистам удалось проявить себя и в нападении — они забросили три шайбы в ворота Бирюкова. Россияне в свою очередь также забили три гола, и основное время завершилось со счётом 3:3. Победитель встречи определился только по буллитам, в которых больше шайб забросила российская сборная. Перед стартом квалификационного раунда тренерскому штабу россиян удалось привлечь в состав Евгения Набокова, что позволило решить главную проблему — отсутствие опытного вратаря в команде. Евгений не успел подготовиться к игре с белорусами, однако в матче второго тура против шведов он вышел на лёд. Встреча между Россией и Швецией — главными претендентами на первое место в группе — была отмечена чрезмерной грубостью: хоккеисты обеих команд неоднократно устраивали потасовки друг с другом, заработали большое количество штрафных минут, а Илья Ковальчук, Антон Строльман и Даг Мюррей даже получили удаления до конца матча (первые двое — за драку между собой; третий — за умышленное нанесение травмы Алексею Морозову). Сама встреча завершилась выигрышем россиян со счётом 3:2, причём победную шайбу в третьем периоде Александр Овечкин забросил, когда до конца основного времени оставалось 5,6 секунды. Квалификационный этап сборная России заканчивала матчем против сборной Швейцарии. Россияне со счётом 5:3 одержали победу над соперником, благодаря которой заняли в группе E первое место.
На стадии 1/4 финала российской сборной вновь предстояло играть с швейцарской национальной командой. Россияне во второй раз на турнире сумели обыграть швейцарцев, причём с более крупным счётом, чем в квалификационном раунде — 6:0. Последним соперником сборной России на пути к финалу стала сборная Финляндии. Россияне в полуфинале чемпионата со счётом 4:0 одержали победу над финнами и вышли в финал.

### Выступление команд на чемпионате мира
| Команда  | И | В | ВО | ПО | П | Ш    | РШ  | О |
| -------- | - | - | -- | -- | - | ---- | --- | - |
| Канада   | 3 | 3 | 0  | 0  | 0 | 17:5 | +12 | 9 |
| США      | 3 | 2 | 0  | 0  | 1 | 13:6 | +7  | 6 |
| Латвия   | 3 | 1 | 0  | 0  | 2 | 3:11 | −8  | 3 |
| Словения | 3 | 0 | 0  | 0  | 0 | 2:13 | −11 | 0 |

| Команда | И | В | ВО | ПО | П | Ш    | РШ  | О |
| ------- | - | - | -- | -- | - | ---- | --- | - |
| Россия  | 3 | 2 | 1  | 0  | 0 | 16:6 | +10 | 8 |
| Чехия   | 3 | 2 | 0  | 1  | 0 | 16:9 | +7  | 7 |
| Дания   | 3 | 1 | 0  | 0  | 2 | 9:11 | −2  | 3 |
| Италия  | 3 | 0 | 0  | 0  | 5 | 5:20 | −15 | 0 |

| Команда   | И | В | ВО | ПО | П | Ш     | РШ  | О  |
| --------- | - | - | -- | -- | - | ----- | --- | -- |
| Канада    | 5 | 5 | 0  | 0  | 0 | 30:9  | +21 | 15 |
| Финляндия | 5 | 3 | 1  | 0  | 1 | 16:12 | +4  | 11 |
| США       | 5 | 3 | 0  | 0  | 2 | 25:13 | +12 | 9  |
| Норвегия  | 5 | 1 | 0  | 1  | 3 | 8:20  | −12 | 4  |
| Германия  | 5 | 1 | 0  | 0  | 4 | 13:27 | −14 | 3  |
| Латвия    | 5 | 1 | 0  | 0  | 4 | 8:19  | −11 | 3  |

| Команда   | И | В | ВО | ПО | П | Ш     | РШ  | О  |
| --------- | - | - | -- | -- | - | ----- | --- | -- |
| Россия    | 5 | 3 | 2  | 0  | 0 | 21:13 | +8  | 13 |
| Чехия     | 5 | 2 | 1  | 1  | 1 | 20:14 | +6  | 9  |
| Швеция    | 5 | 3 | 0  | 0  | 2 | 23:16 | +7  | 9  |
| Швейцария | 5 | 3 | 0  | 0  | 2 | 16:15 | +1  | 9  |
| Беларусь  | 5 | 0 | 0  | 3  | 2 | 13:18 | −5  | 3  |
| Дания     | 5 | 0 | 1  | 0  | 4 | 9:26  | −17 | 2  |

- Выступление команд на турнире приведено по данным сайта IIHF.com[25][26][27]

## Перед матчем

### Противостояние соперников
Противостояние канадской и российской национальных команд является одним из самых непримиримых не только в истории хоккея, но и в истории спорта. Соперничество берёт своё начало с первого матча между сборными Канады и СССР, состоявшегося на чемпионате мира 1954 года. Особое место в противостоянии занимает Суперсерия 1972, на которой встречи соперников проходили в непримиримой борьбе, что впоследствии сделало матчи сборных друг с другом одним из главных событий любого международного хоккейного соревнования. После распада Советского Союза непримиримое соперничество на льду уже между россиянами и канадцами осталось на прежнем уровне.
Сборная России и сборная Канады, выигравшие на двоих 47 чемпионатов мира (канадцы — 24, а россияне — 23), перед решающим матчем за золотые награды имели историю противостояния продолжительностью 54 года, но при этом соперники ещё никогда не встречались в финальных играх мировых первенств.  Последний раз между собой в финале международного соревнования команды играли в 1992 году, на Олимпиаде в Альбервиле. Тогда со счётом 3:1 победу одержала Объединённая команда. В рамках проведения мировых первенств предыдущая встреча между сборными Канады и России состоялась на стадии 1/2 финала турнира 2005 года, где сильнее оказались канадцы — 4:3. Последний раз канадские и российские хоккеисты играли друг с другом в 1/4 финала Олимпиады 2006 года в Турине, а сам матч закончился поражением канадцев со счётом 0:2. Всего к началу решающего матча за золотые награды мирового первенства 2008 в рамках чемпионатов мира сборная Канады провела со сборными СССР и России 50 матчей, в которых 12 раз одержала победу, в 33 потерпела поражение. Пять игр между соперниками закончились вничью, а количество заброшенных шайб в очных встречах составило 128 у канадцев, против 216 у советских и российских хоккеистов.

### Сборная Канады — действующий чемпион
Канадцы подошли к финальному матчу в статусе действующих чемпионов мира. Сборная Канады, утратившая в середине XX века лидирующие позиции на международном уровне, в 90-х и 2000-х годах начала постепенно возвращать их себе. Команда, начиная с 1994 года, сумела пять раз выиграть звание чемпиона мира, причём после победы на мировом первенстве 2007 года сборная Канады обошла сборную России по общему количеству золотых медалей. На пути к финалу в рамках проведения чемпионата 2008 года канадцы выиграли все матчи на турнире, при этом победы над соперниками были одержаны только в основное время. Всего же беспроигрышная серия сборной к началу решающего матча, с учётом выступления на предыдущем мировом первенстве, составила 17 матчей. В течение всего турнира канадцы строили свою игру за счёт нападения и демонстрировали на льду эффективный атакующий хоккей. Наиболее сильно в команде выделялось первое звено — Рик Нэш, Райан Гецлаф и Дэни Хитли. Тройка нападающих стала самой результативной на чемпионате — в общей сложности они набрали 44 очка (20 шайб и 24 передачи). Хитли был главным лидером атаки своей команды: за восемь игр на турнире он забил 11 голов и заработал 18 очков — лучшие показатели среди всех игроков на первенстве. Благодаря высокой результативности, Дэни удалось превзойти два рекорда в сборной Канаде, и он был близок к установлению ещё новых двух: наибольшее количество заброшенных шайб и набранных очков на одном чемпионате мира. Неплохо в атаке действовали и защитники канадской сборной, в частности Майк Грин — самый результативный игрок обороны на турнире (11 баллов). Сборная Канады успешно реализовывала численное преимущество (15 шайб в 45 попытках — реализация больше 30 %), а точность бросков в створ ворот соперников составила 14,77 %. Оба показатели оказались лучшими на чемпионате. Таким образом, атакующие действия команды под руководством Кена Хичкока были самими эффективными на турнире — сборная забила соперникам 48 голов. Среди слабых сторон эксперты выделяли у канадцев проблемы в защитной линии, которая не всегда уверенно действовала при обороне собственных ворот. К тому же только первое звено играло наиболее продуктивно в атаке, остальные нападающие хоть и набирали очки, но их общая результативность в целом уступала результативности тройке Нэш, Гецлаф, Хитли.
Помимо большого наступательного потенциала, канадские хоккеисты имели ещё одно преимущество: чемпионат мира проходил в городах Квебеке и Галифаксе, расположенных на их родине, что гарантировало сборной поддержку со стороны своих болельщиков. Однако журналисты называли это преимущество спорным. В прессе ещё до старта турнира начали активно обсуждать так называемое «проклятие родного льда», которое заключалось в следующем: на предыдущем 21 мировом первенстве ни одна из национальных команд, проводивших домашний чемпионат, не смогла выиграть золотые награды. Последней командой, сумевшей занять первое место у себя на родине, в 1986 году была сборная СССР.

### Сборная России: третий финал за 15 лет
После того как сборная России стала правопреемником сборной СССР она только один раз занимала первое место на мировых первенствах — в 1993 году, причём капитаном российской национальной команды на турнире в Германии был Вячеслав Быков. В течение следующих 14 лет сборной всего лишь один раз удалось сыграть в финале чемпионата мира: в 2002 году россияне уступили словакам 3:4. Решающий матч за золотые награды мирового первенства 2008 для сборной России, соответственно, стал только третьим финалом в её истории. Россияне на турнире в Канаде, как и их соперник, не проиграли ни одного матча. Вячеславу Быкову удалось сформировать два сильных сбалансированных звена: «вашингтонское» (Овечкин, Фёдоров, Сёмин) и «казанское» (Зарипов, Зиновьев, Морозов), — однако атакующие действия россиян были менее эффективны, чем у канадцев. Сборная России уступала сопернику практически по всем основным статистическим показателям результативности: в реализации большинства (9 шайб в 48 попытках — 18,75 %), в точности по броскам в ворота соперников (12,42 %), в количестве забитых голов (38). Россияне также хуже играли в меньшинстве: 6 пропущенных шайб в 46 попытках (против 5 в 35 у канадцев). Сборная России сумела продемонстрировать лучший результат только по пропущенным голам: 14 против 16 у соперника. Несмотря на меньшее количество пропущенных голов, по сравнению с оппонентом, в целом игра в обороне была одним из самых слабых мест у россиян: защитная линия сборной очень часто совершала ошибки, а сама команда неудовлетворительно действовала в меньшинстве. В отличие от защитников, с лучшей стороны показали себя нападающие россиян. Среди остальных игроков атаки наиболее сильно выделялось звено во главе с Сергеем Фёдоровым, ставшее самым результативным в команде — каждый из хоккеистов заработал по 10 очков. Высокая результативность тройки нападающих во многом была обусловлена талантом и лидерскими качествами Фёдорова, который на протяжении всего турнира не только умело организовывал действия партнёров по «вашингтонскому звену», но и сам регулярно набирал очки. Эксперты также отмечали и Евгения Набокова, имевшего самый высокий процент отражённых бросков среди голкиперов на турнире — 94,85 %. Именно после приезда в команду вратаря «Сан-Хосе» сборная России стала значительно меньше пропускать, и во многом благодаря его уверенной игре россияне сумели «всухую» обыграть соперников в четвертьфинале и полуфинале чемпионата.
Перед финальным матчем Вячеславу Быкову предстояло решить вопрос с местом в составе Ильи Ковальчука. Нападающий «Атланты» в сезоне 2007/08, забросив 52 шайбы, занял второе место в списке снайперов Национальной хоккейной лиги, однако на мировом первенстве Илья до финала не забил ни одного гола, пропустил две игры из-за дисквалификации и заработал 50 минут штрафного времени. Эксперты высказывали мнение о нецелесообразности включения Ковальчука в состав на встречу с канадцами, но Быков, несмотря на все критические отзывы в адрес Ильи, заявил нападающего на матч.

### Прогнозы
Первая финальная игра за золотые награды в истории чемпионатов мира между двумя непримиримыми соперниками привлекла большой интерес со стороны прессы и экспертов. Аналитики и журналисты активно обсуждали расклад перед матчем как в канадских, так и в российских СМИ. Эксперты высоко оценили успешное выступление сборной России на турнире, при этом статус фаворита матча всё же имела канадская сборная. Ведущие букмекеры также предполагали, что шансы на выигрыш канадцами титула чемпионов мира являются более предпочтительными. Британская букмекерская контора William Hill давала на победу североамериканской сборной в основное время коэффициент равный 2,0, в то время как на российскую сборную — 2,8. В Bwin чуть выше оценили шансы россиян на выигрыш в основное время, но канадцы всё равно считались главным фаворитом: коэффициент на победу команды под руководством Вячеслава Быкова составил 2,7 против 2,1 у соперника по финалу. По мнению букмекеров Bwin команда под руководством Кена Хичкока с большей долей вероятности должна была выиграть и в дополнительное время: 1,65 за хозяев чемпионата против 2,1 за россиян. Российская букмекерская контора «Марафон» приблизительно одинаково оценила шансы обеих команд выиграть золотые награды: коэффициент 2,25 на победу сборной России против 2,20 на победу сборной Канады.

### Судьи
17 мая 2008 года директорат ИИХФ утвердил бригаду арбитров на игру между сборными Канады и России. Главными судьями матча были назначены шведы Кристер Ларкинг и Маркус Виннерборг. Для обоих арбитров чемпионат мира 2008 года стал третьим мировым первенством в карьере. Виннерборг к тому же имел опыт судейства финальных матчей чемпионата мира — в 2007 году он обслуживал встречу за золотые награды между канадской и финской национальными командами. Ларкинг и Виннерборг были арбитрами и на других турнирах, проводимых под эгидой ИИХФ: Кристер обслуживал матчи на Олимпиаде в Турине, а Маркус — юниорского чемпионата мира 2004 года и молодёжного мирового первенства 2006 года. Линейными судьями на встречу между канадцами и россиянами директоратом были назначены американец Питер Феола и финн Стефан Фонселиус.

## Составы команд на финал

### Сборная Канады

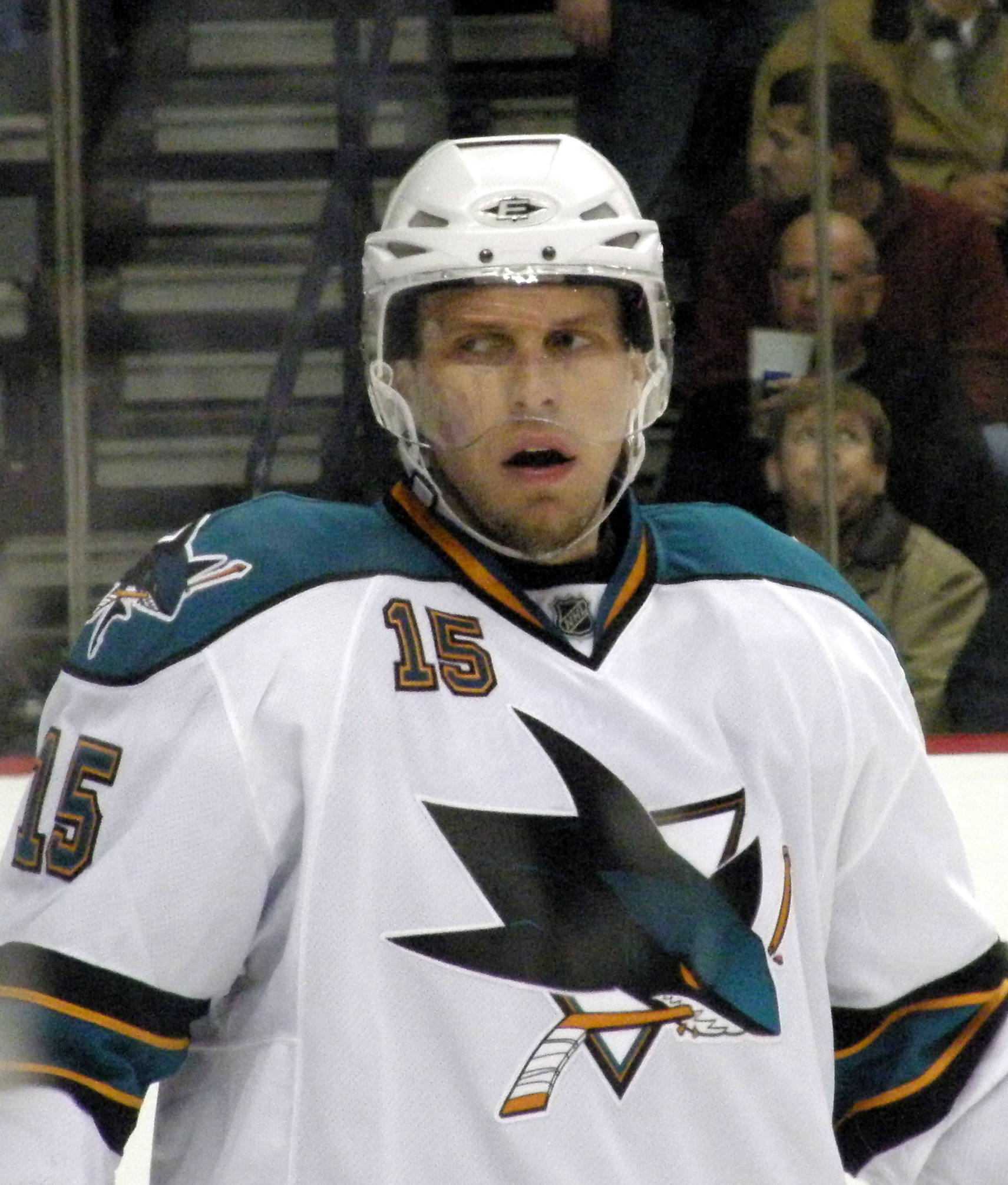
Дэни Хитли перед финалом был самым результативным игроком на чемпионате мира как по набранным очкам, так и по заброшенным шайбам

| Номер | Имя                | Позиция    | Хват   | Рост, см | Вес, кг | Дата рождения | Клуб                 |
| ----- | ------------------ | ---------- | ------ | -------- | ------- | ------------- | -------------------- |
| 2     | Дэн Хэмьюс         | защитник   | левый  | 184      | 95      | 13.12.1982    | Нэшвилл Предаторз    |
| 4     | Джей Боумистер     | защитник   | левый  | 193      | 96      | 27.09.1983    | Флорида Пантерз      |
| 8     | Брент Бёрнс        | защитник   | правый | 194      | 98      | 09.03.1985    | Миннесота Уайлд      |
| 9     | Дерек Рой          | нападающий | левый  | 175      | 85      | 04.05.1983    | Баффало Сейбрз       |
| 10    | Патрик Шарп        | нападающий | правый | 185      | 89      | 27.12.1981    | Чикаго Блэкхокс      |
| 12    | Эрик Стаал         | нападающий | левый  | 193      | 93      | 29.10.1984    | Каролина Харрикейнз  |
| 14    | Крис Кунитц        | нападающий | левый  | 182      | 89      | 26.09.1979    | Анахайм Дакс         |
| 15    | Дэни Хитли         | нападающий | левый  | 190      | 98      | 21.01.1981    | Оттава Сенаторз      |
| 16    | Джонатан Тэйвз     | нападающий | левый  | 188      | 92      | 29.04.1988    | Чикаго Блэкхокс      |
| 19    | Шейн Доан (К)      | нападающий | правый | 188      | 98      | 10.10.1976    | Финикс Койотис       |
| 21    | Джамал Майерс      | нападающий | правый | 188      | 100     | 24.10.1974    | Сент-Луис Блюз       |
| 22    | Данкан Кит         | защитник   | левый  | 183      | 84      | 16.07.1983    | Чикаго Блэкхокс      |
| 24    | Стив Стэйос (А)    | защитник   | правый | 185      | 91      | 28.07.1973    | Эдмонтон Ойлерз      |
| 25    | Джейсон Чимера     | нападающий | левый  | 188      | 93      | 02.05.1979    | Коламбус Блю Джекетс |
| 26    | Мартен Сан-Луи (А) | нападающий | левый  | 175      | 84      | 18.06.1975    | Тампа-Бэй Лайтнинг   |
| 30    | Кэм Уорд           | вратарь    | левый  | 185      | 91      | 29.02.1984    | Каролина Харрикейнз  |
| 31    | Паскаль Леклер     | вратарь    | левый  | 188      | 89      | 07.11.1982    | Коламбус Блю Джекетс |
| 51    | Райан Гецлаф       | нападающий | правый | 190      | 98      | 10.05.1985    | Анахайм Дакс         |
| 52    | Майк Грин          | защитник   | правый | 189      | 91      | 12.10.1985    | Вашингтон Кэпиталз   |
| 55    | Эд Жовановски      | защитник   | левый  | 188      | 95      | 26.06.1976    | Финикс Койотис       |
| 61    | Рик Нэш            | нападающий | левый  | 193      | 97      | 16.06.1984    | Коламбус Блю Джекетс |
| 91    | Джейсон Спецца     | нападающий | правый | 190      | 98      | 13.06.1983    | Оттава Сенаторз      |

- Список состава сборной Канады приведён по данным сайта IIHF.com[63][64] и Eliteprospects.com[65]

### Сборная России

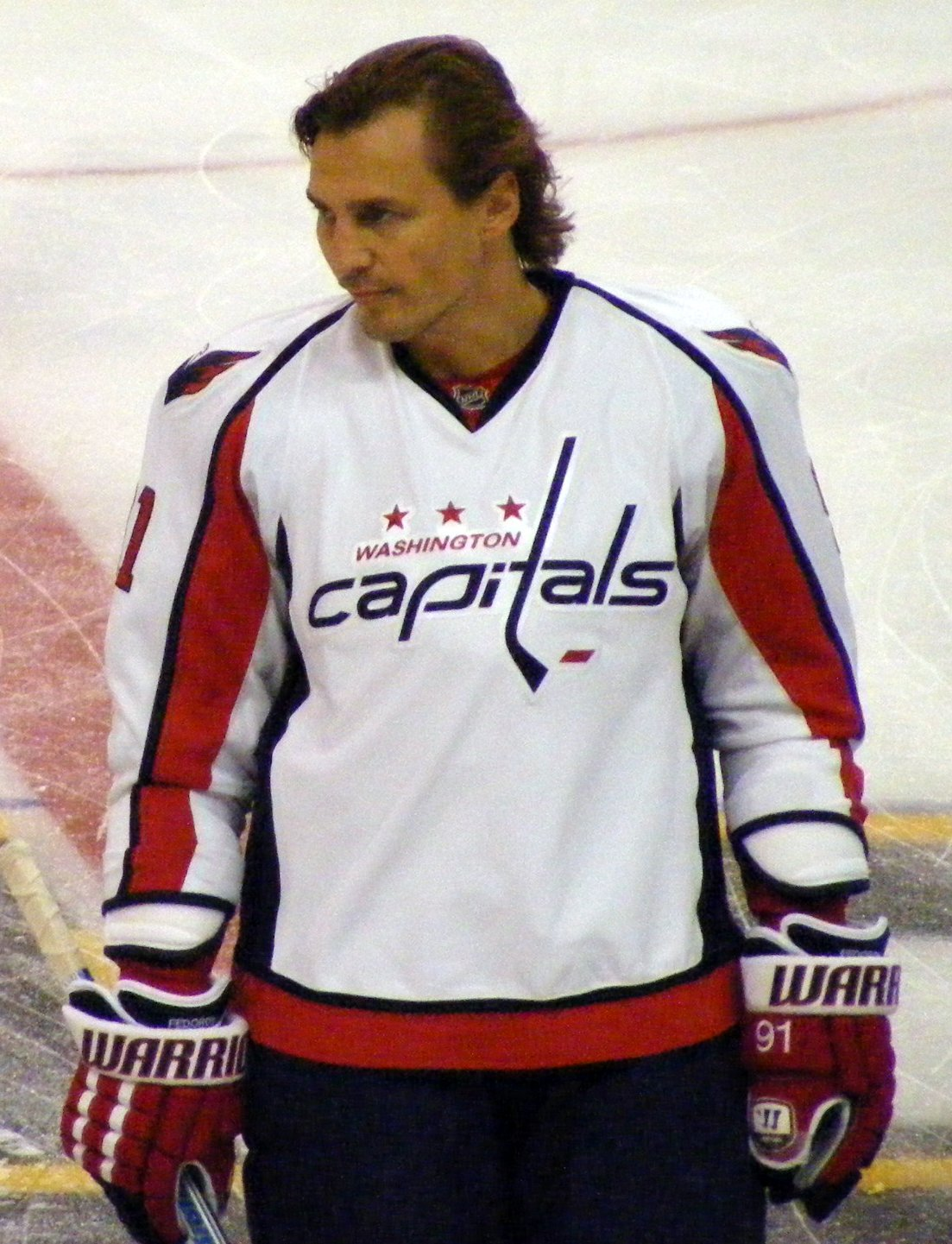
Сергей Фёдоров — единственный хоккеист в составе россиян, который становился чемпионом мира

| Номер | Имя                  | Позиция    | Хват   | Рост, см | Вес, кг | Дата рождения | Клуб               |
| ----- | -------------------- | ---------- | ------ | -------- | ------- | ------------- | ------------------ |
| 5     | Илья Никулин         | защитник   | левый  | 191      | 98      | 12.03.1982    | Ак Барс            |
| 7     | Дмитрий Калинин      | защитник   | левый  | 191      | 98      | 22.07.1980    | СКА                |
| 8     | Александр Овечкин    | нападающий | правый | 188      | 99      | 17.09.1985    | Вашингтон Кэпиталз |
| 20    | Евгений Набоков      | вратарь    | левый  | 183      | 91      | 25.07.1975    | Сан-Хосе Шаркс     |
| 21    | Константин Горовиков | нападающий | левый  | 183      | 80      | 31.08.1977    | СКА                |
| 22    | Константин Корнеев   | защитник   | левый  | 182      | 83      | 05.06.1984    | ЦСКА               |
| 25    | Данис Зарипов        | нападающий | левый  | 183      | 84      | 26.03.1981    | Ак Барс            |
| 27    | Алексей Терещенко    | нападающий | левый  | 180      | 78      | 16.12.1980    | Салават Юлаев      |
| 28    | Александр Сёмин      | нападающий | правый | 189      | 93      | 03.03.1984    | Вашингтон Кэпиталз |
| 29    | Сергей Фёдоров (А)   | нападающий | левый  | 189      | 94      | 13.12.1969    | Вашингтон Кэпиталз |
| 33    | Максим Сушинский (А) | нападающий | левый  | 172      | 80      | 01.07.1974    | СКА                |
| 35    | Михаил Бирюков       | вратарь    | левый  | 183      | 92      | 13.10.1985    | ХК МВД             |
| 37    | Денис Гребешков      | защитник   | левый  | 185      | 93      | 11.10.1983    | Эдмонтон Ойлерз    |
| 42    | Сергей Зиновьев      | нападающий | левый  | 180      | 83      | 04.03.1980    | Ак Барс            |
| 45    | Виталий Прошкин      | защитник   | левый  | 192      | 98      | 08.05.1976    | Салават Юлаев      |
| 47    | Александр Радулов    | нападающий | левый  | 186      | 92      | 05.07.1986    | Нэшвилл Предаторз  |
| 51    | Фёдор Тютин          | защитник   | левый  | 182      | 94      | 19.07.1983    | Нью-Йорк Рейнджерс |
| 52    | Андрей Марков        | защитник   | левый  | 183      | 92      | 20.12.1978    | Монреаль Канадиенс |
| 55    | Даниил Марков        | защитник   | левый  | 185      | 86      | 30.07.1976    | Динамо (Москва)    |
| 61    | Максим Афиногенов    | нападающий | левый  | 183      | 88      | 04.09.1979    | Баффало Сейбрз     |
| 71    | Илья Ковальчук       | нападающий | правый | 187      | 100     | 15.04.1983    | Атланта Трэшерз    |
| 95    | Алексей Морозов (К)  | нападающий | левый  | 188      | 89      | 16.02.1977    | Ак Барс            |

- Список состава сборной России приведён по данным сайта IIHF.com[64][67] и Eliteprospects.com[68]

## Ход матча
Финальный матч между сборными России и Канады начался 18 мая 2008 года в 13:00 по североамериканскому восточному времени (17:00 по UTC) на арене «Колизей Пепси». При максимально возможной вместимости арены в 15 399 человек игру пришли посмотреть 13 339 зрителей. Прямую телевизионную трансляцию встречи в РФ осуществлял телеканал «Россия», а в Канаде два спортивных телеканала: англоязычный The Sports Network и франкоязычный Reseau des sports. Ход матча также освещали более 800 журналистов.

### Первый период

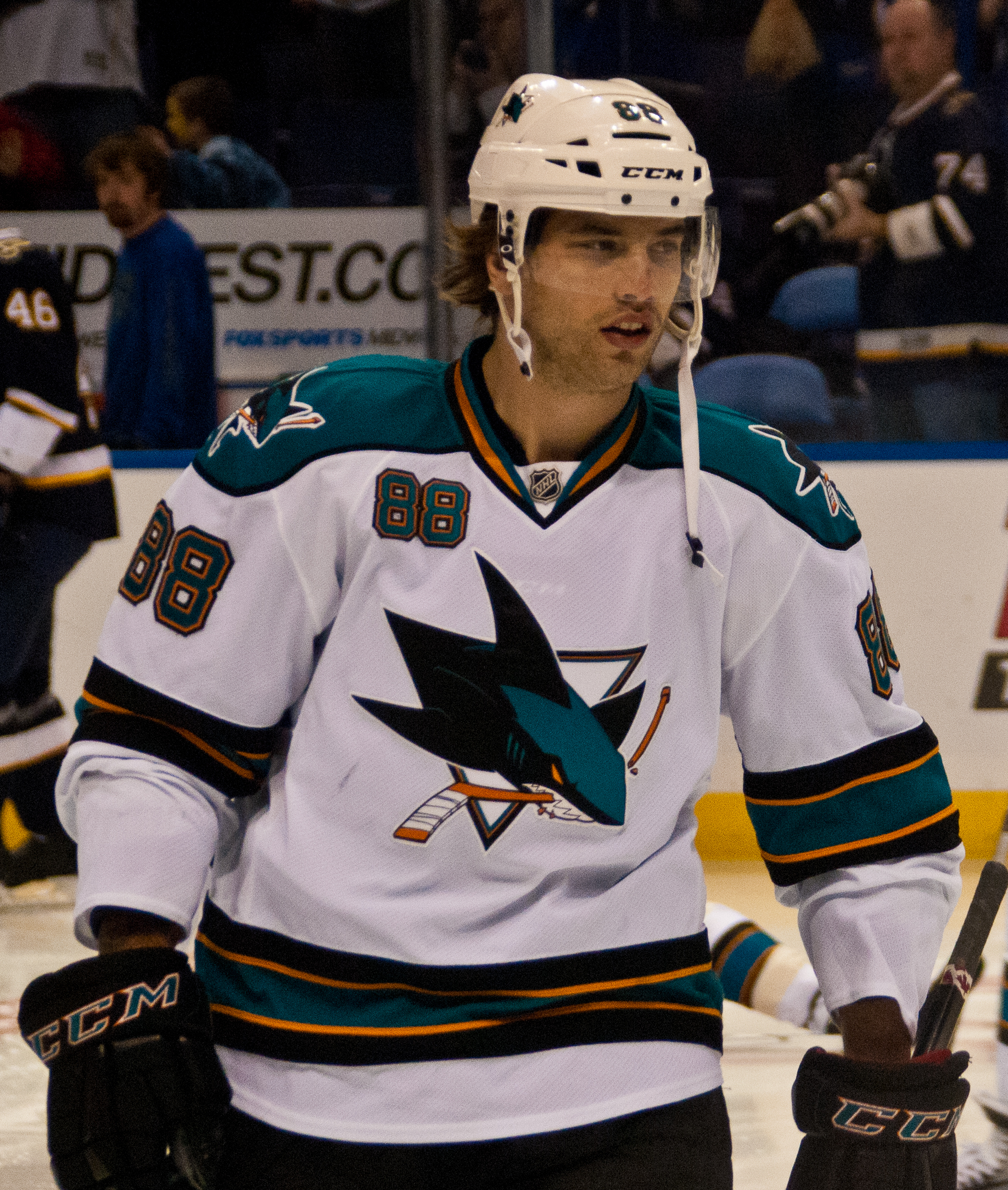
Несмотря на то, что Брент Бёрнс играл на позиции защитника, он первым в матче оформил дубль

Счёт в матче на второй минуте открыли россияне. Фёдоров в единоборстве с двумя игроками канадской команды сумел сначала пройти по правому борту, а затем отдать пас находившемуся за воротами Овечкину. Его силовым приёмом попытался блокировать Нэш, однако не успел: Овечкин переправил шайбу на «пятачок», откуда никем не опекаемый Сёмин в одно касание точно бросил по воротам. Пропустив гол, канадцы попытались сравнять счёт. Им не удалось реализовать большинство (удаление получил Прошкин), но они забросили шайбу на четвёртой минуте, практически сразу после того, как российский хоккеист вернулся на лёд со скамейки штрафников. Бёрнс, получив пас от Роя около правого борта в зоне соперника, начал смещаться к середине площадки. По ходу движения он на ложном замахе убрал пытавшегося лечь под шайбу Сушинского, а затем бросил по воротам. Набоков, обзор которому загораживали свои и чужие игроки, не видел момента броска, поэтому среагировал поздно и не смог отбить шайбу. Счёт стал 1:1. После двух забитых голов обе команды начали ещё более активно играть в нападении. Лучше это получалось у канадцев — они больше бросали по воротам, активнее прессинговали соперника, а их атаки были острее. На седьмой минуте Сан-Луи не реализовал хороший голевой момент: Набоков, упавший на лёд после столкновения с Кунитцом и Прошкиным, не мог помешать Мартену с близкого расстояния совершить точный бросок по пустым воротам, однако нападающий «Тампа-Бэй» попал в штангу. Через три минуты сборная Канады вышла вперёд в счёте. Сушинский в средней зоне после столкновения со Стаалом потерял контроль над шайбой, которую подобрал Кунитц. Крис беспрепятственно вошёл в зону противника и, сблизившись с Набоковым, мощным щелчком бросил в левый верхний угол ворот. Евгений выставил ловушку, но поймать шайбу не сумел. Счёт стал 2:1 в пользу канадцев. Вскоре после второго забитого гола к канадским хоккеистам постепенно перешла инициатива в игре. Россияне, упустившие преимущество в счёте, после пропущенного гола стали часто нарушать правила. Сначала на 11-й минуте малый штраф получил Зиновьев, однако сборной Канаде при игре в большинстве не удалось забить гол. На 14-й минуте арбитры удалили Фёдорова, а спустя 30 секунд Прошкин высоко поднятой клюшкой нанёс травму Нэшу, за что Виталий на четыре минуты отправился на скамейку штрафников. Канадцы получили численное преимущество в два хоккеиста и вскоре реализовали его. В затяжной атаке на 15-й минуте Хитли с дальней дистанции попытался забить гол, но вместо броска у него фактически получился пас на находившегося рядом с воротами Сан-Луи. Мартен переправил шайбу на «пятачок», где Бёрнс, выигравший единоборство у Даниила Маркова, в одно касание точно бросил её между щитков Набокова. Таким образом, канадская сборная увеличила разницу ещё на одну шайбу. Североамериканским хоккеистам предстояло ещё в течение трёх минут иметь численное преимущество в одного игрока, но забить гол в большинстве им не удалось. До конца периода соперники не забросили шайб, и первые 20 минут матча закончились при счёте 3:1 в пользу сборной Канады.

### Второй период

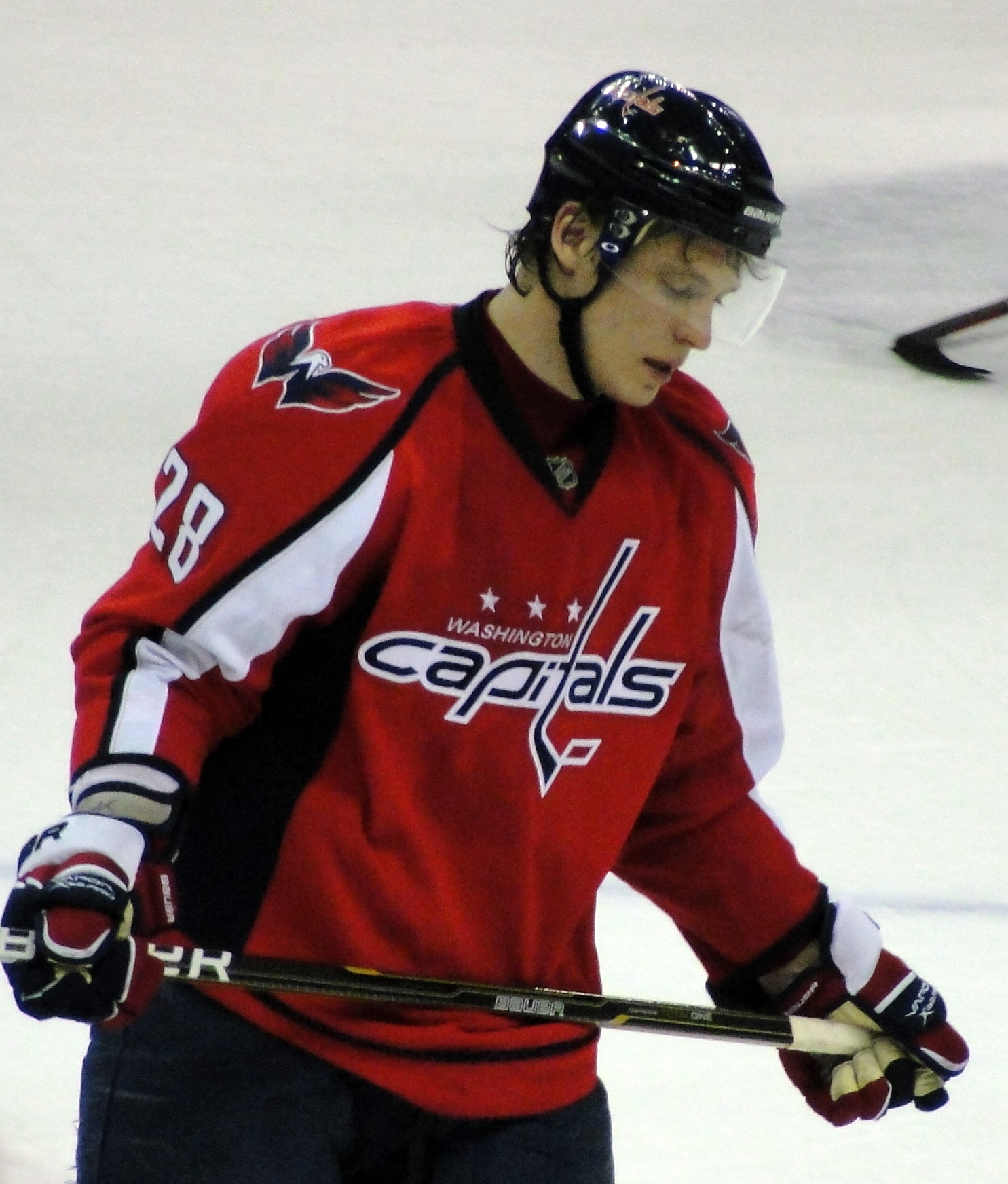
Александр Сёмин — самый результативный игрок матча (две шайбы и голевая передача)

Второй период команды начали в неравных составах — на 20-й минуте у канадцев двухминутное удаление получил Шарп. Россияне, имея численное преимущество, с самого начала периода активизировались в атаке и вскоре сумели сократить отставание в счёте. На 22-й минуте Корнеев, находясь у правого борта рядом с синей линией в зоне противника, попытался забить гол с дальней дистанции. Щелчок у Константина получился неточным — шайба попала в лицевой борт, а затем отскочила на противоположный фланг атаки к Сёмину, который в одно касание бросил её в створ ворот. Кэм, находившийся в момент щелчка Корнеева у левой штанги, попытался переместиться вправо, чтобы закрыть ближний от Александра угол и тем самым блокировать его бросок, однако шайба, посланная нападающим «Вашингтона» в сторону противоположную движению голкипера, пролетела под Уордом и пересекла линию ворот. Счёт стал 3:2 в пользу канадцев. Несмотря на пропущенную шайбу, канадская сборная продолжила активно действовать в нападении. Канадцы регулярно создавали опасные моменты у ворот Набокова, но при этом темп их игры в атаке начал постепенно снижаться. Хорошие возможности отличиться были у Стаала и Сан-Луи. Затем на 27-й минуте североамериканская сборная получила численное преимущество, которое вновь не смогла реализовать. Российские хоккеисты после заброшенной шайбы продолжили играть в высоком темпе, что в конечном итоге позволило им на равных начать бороться с противником. Сборная России неплохо действовала в атаке, благодаря чему создала несколько опасных моментов. Возможности отличиться имели Овечкин, Морозов, Сёмин, однако уверенные действия Уорда, отразившего все броски по своим воротам, не позволили россиянам сравнять счёт. Быстрый остроатакующий хоккей, демонстрируемый обеими командами, всё же привёл к голу — его забили канадцы на 30-й минуте. Российские хоккеисты дали возможность в своей зоне принять Хитли, находившемуся на ударной позиции на точке вбрасывания, пас от Гецлафа. Нападающий «Оттавы», не встречая сопротивления со стороны игроков соперника, настолько быстро принял шайбу, обработал и бросил её в ближний от себя угол ворот, что Набоков, закрывавший большую часть площади у штанги, не сумел вовремя среагировать. Счёт стал 4:2 в пользу канадской сборной. В оставшиеся 10 минут до конца второго периода забить имели возможность обе команды, но самый опасный момент за это время создали россияне. На 37-й минуте Ковальчук совершил бросок по воротам Уорда. Голкиперу канадской сборной удалось отбить шайбу, которая затем отскочила к Андрею Маркову. Выкатившийся за пределы вратарской зоны Кэм не мог помешать защитнику «Монреаля» забить гол, однако Марков совершил аналогичную ошибку, что и Сан-Луи в первом периоде — с близкого расстояния не сумел точно бросить в створ пустых ворот. Второй период закончился с разницей в счёте в две шайбы в пользу канадцев — 4:2.

### Третий период
Сборной Канады со старта третьего периода из-за активного прессинга со стороны соперника пришлось отдать инициативу и начать играть от обороны. Сборной России необходимо было отыгрывать две шайбы, поэтому, получив преимущество в игре, команда с первых минут стремилась реализовать его как можно быстрее. Играя от обороны, канадцы ещё в первой половине третьего периода резко снизили количество атак, но при этом им всё же удалось создать несколько  опасных моментов у ворот Набокова. Россияне за аналогичный отрезок времени организовали большое количество разнообразных и острых атак, однако канадцы каждый раз уверенно действовали в защите и не позволили сопернику забить. Сборной России не удалось реализовать и численное преимущество, полученное на 43-й минуте. Несмотря на хорошую позиционную игру в защите в течение первой половины заключительного периода, канадцы всё же не смогли сдержать большой наступательный потенциал противника: одна из многочисленных атак россиян, на 49-й минуте, завершилась голом. Сёмин с дальней дистанции нанёс мощный щелчок по воротам Уорда. Кэм, отбив шайбу перед собой, справился с сильным броском Александра, но канадским хоккеистам сначала не удалось первыми подобрать её — контроль над ней получил Терещенко, а затем они не смогли помешать нападающему «Салавата Юлаева», находившемуся по центру ворот, точно бросить в створ. Счёт стал 4:3 в пользу канадцев. После того как россиянам удалось до минимума сократить отставание в счёте, сборная Канады полностью сосредоточилась на игре в обороне, однако удержать преимущество команда не сумела. На 55-й минуте Ковальчук, получив пас от Прошкина, прошёл по левому флангу в чужой зоне и из точки вбрасывания нанёс кистевой бросок по воротам. В момент броска перед Ильёй находился Боумистер, который загораживал обзор Уорду, поэтому вратарю канадской сборной не удалось вовремя среагировать, и он пропустил шайбу. Счёт стал ничейным — 4:4. В оставшиеся пять минут до конца третьего периода соперники создали несколько хороших голевых моментов, но ни один из них не был реализован. Основное время матча завершилось со счётом 4:4 и по правилам победитель должен был определиться или в овертайме, или в серии буллитов.

### Дополнительное время

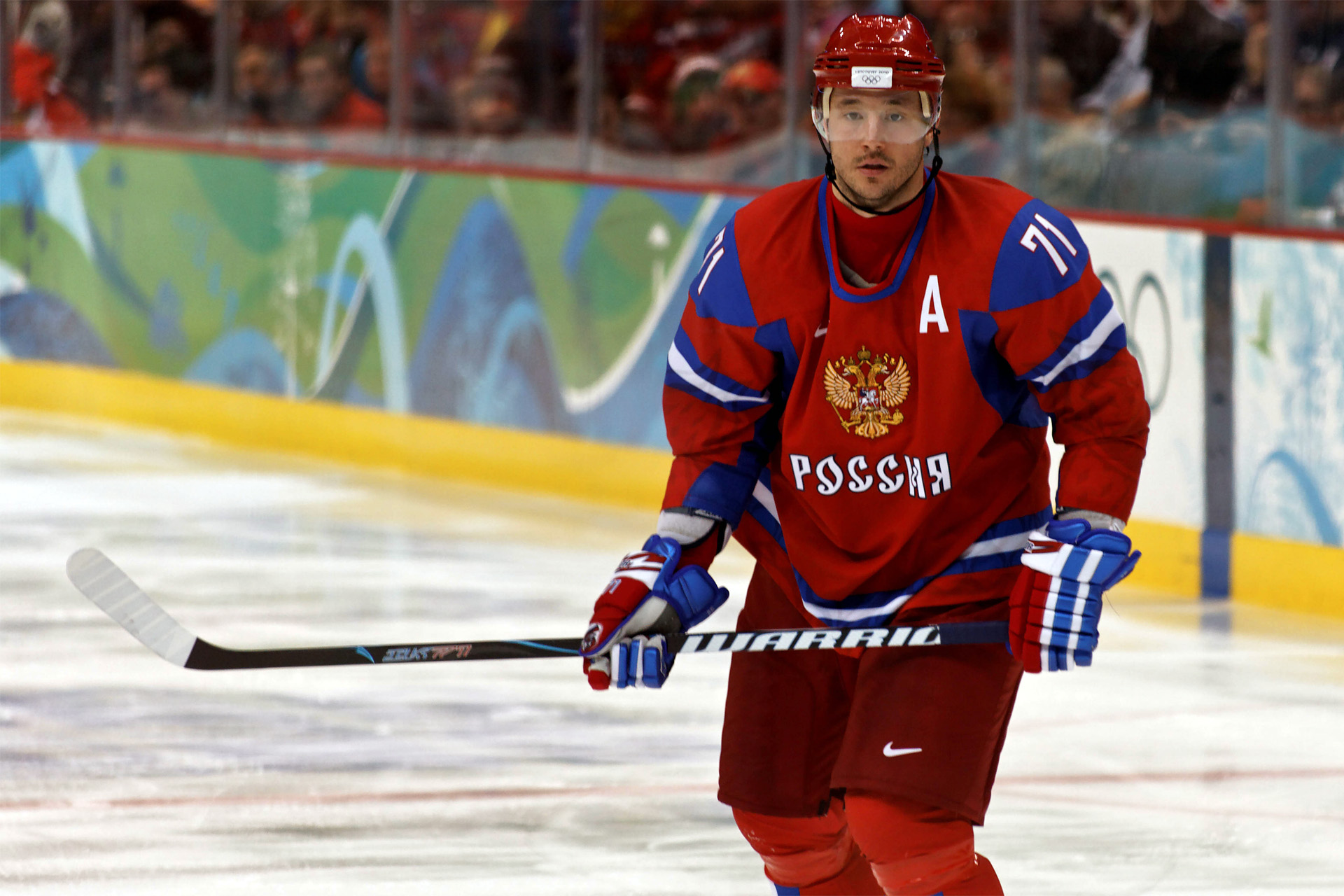
Илья Ковальчук — автор победной шайбы

Согласно правилам дополнительное время ограничивалось 20 минутами — в том случае если ни одна из команд не сумеет забить гол. Правила также ограничивали и количество полевых хоккеистов, которое во время овертайма должно было находиться на льду — по четыре в каждой команде, а не пять как в трёх предыдущих периодах матча. Оба соперника осторожно играли друг против друга в начале дополнительного времени, поскольку любая ошибка могла привести к пропущенной шайбе, а следовательно и к поражению. На 62-й минуте Нэш, пытаясь прервать в своей зоне затяжную атаку россиян, нарушил правила — выбросил шайбу за пределы площадки. После совещания судьи приняли решение удалить Рика на две минуты. Для реализации большинства Вячеславом Быковым был сделан выбор в пользу остроатакующего варианта — игра с четырьмя нападающими. На лёд вышло самое результативное звено команды на чемпионате — «вашингтонское», и Ковальчук на позиции единственного защитника. Получив численное преимущество, российские хоккеисты практически сразу попытались его реализовать. Первую атаку в большинстве россияне могли завершить забитым голом, однако Фёдоров, оказавшийся первым на подборе после броска Ковальчука, не сумел попасть в створ ворот, отправив шайбу за пределы площадки. На 63-й минуте Фёдоров пасом на грани положения вне игры дал возможность Ковальчуку беспрепятственно войти в зону соперника. Илья, получив шайбу на синей линии, начал сближаться с Уордом и, выйдя на ударную позицию, бросил в верхний правый угол ворот сборной Канады. Бросок оказался точным и счёт стал 5:4 в пользу сборной России.
- Ход матча описан на основании текстовых онлайн-трансляций с сайта Чемпионат.com и сайта газеты The New York Times[73][74]

## Статистика матча
Канада  4:5 (OT)  Россия

(3:1, 1:1, 0:2, 0:1)
| Зрителей | Главные судьи                      | Линейные судьи                |
| -------- | ---------------------------------- | ----------------------------- |
| 13 339   | Кристер Ларкинг, Маркус Виннерборг | Питер Феола, Стефан Фонселиус |

Заброшенные шайбы
| Время | Счёт | Сост. | Команда | Автор             | Ассистенты                         |
| ----- | ---- | ----- | ------- | ----------------- | ---------------------------------- |
| 01:23 | 0:1  | рав.  | Россия  | Александр Сёмин   | Александр Овечкин, Сергей Фёдоров  |
| 03:54 | 1:1  | рав.  | Канада  | Брент Бёрнс       | Дерек Рой, Майк Грин               |
| 09:17 | 2:1  | рав.  | Канада  | Крис Кунитц       | без ассистентов                    |
| 14:51 | 3:1  | бол.  | Канада  | Брент Бёрнс       | Мартен Сан-Луи, Дэни Хитли         |
| 21:14 | 3:2  | бол.  | Россия  | Александр Сёмин   | Константин Корнеев, Андрей Марков  |
| 29:56 | 4:2  | рав.  | Канада  | Дэни Хитли        | Райан Гецлаф                       |
| 48:55 | 4:3  | рав.  | Россия  | Алексей Терещенко | Александр Сёмин, Фёдор Тютин       |
| 54:46 | 4:4  | рав.  | Россия  | Илья Ковальчук    | Виталий Прошкин, Александр Радулов |
| 62:42 | 4:5  | бол.  | Россия  | Илья Ковальчук    | Сергей Фёдоров, Александр Овечкин  |

Командная статистика
| Период | Счёт | Броски | Штраф | Время в большинстве |
| ------ | ---- | ------ | ----- | ------------------- |
| 1      | 3:1  | 15:5   | 2:10  | 08:31 : 00:38       |
| 2      | 1:1  | 8:12   | 0:2   | 02:00 : 01:14       |
| 3      | 0:2  | 6:13   | 4:0   | 00:00 : 04:00       |
| ОТ     | 0:1  | 0:2    | 2:0   | 00:00 : 00:47       |
| Всего  | 4:5  | 29:32  | 8:12  | 10:31 : 06:39       |

Нарушения
| Время | Команда | Игрок                | Штраф  | Нарушение                    |
| ----- | ------- | -------------------- | ------ | ---------------------------- |
| 01:41 | Россия  | Виталий Прошкин      | 2 мин. | задержка соперника клюшкой   |
| 10:48 | Россия  | Сергей Зиновьев      | 2 мин. | подножка                     |
| 13:52 | Россия  | Сергей Фёдоров       | 2 мин. | задержка игры                |
| 14:23 | Россия  | Виталий Прошкин      | 4 мин. | игра высоко поднятой клюшкой |
| 19:22 | Канада  | Патрик Шарп          | 2 мин. | удар соперника клюшкой       |
| 26:33 | Россия  | Константин Горовиков | 2 мин. | задержка игры                |
| 42:11 | Канада  | Патрик Шарп          | 2 мин. | задержка соперника клюшкой   |
| 49:33 | Канада  | Райан Гецлаф         | 2 мин. | задержка соперника клюшкой   |
| 61:55 | Канада  | Рик Нэш              | 2 мин. | задержка игры                |

Вратари
| Команда | Имя             | Броски по воротам | Отражённые броски | Время на площадке |
| ------- | --------------- | ----------------- | ----------------- | ----------------- |
| Канада  | Кэм Уорд        | 32                | 27                | 62:42             |
| Канада  | Паскаль Леклер  |                   |                   |                   |
| Россия  | Евгений Набоков | 29                | 25                | 62:42             |
| Россия  | Михаил Бирюков  |                   |                   |                   |

- Статистика матча приведена по данным сайта IIHF.com[64]

## Оценка результатов
В первом периоде канадцы имели подавляющее преимущество и очень эффективно действовали в атаке. Они грамотно использовали ошибки, допущенные российскими хоккеистами, — большое количество удалений и слабая игра в обороне — за счёт чего забросили три шайбы. Несмотря на активные действия россиян в нападении, сборная Канады к концу второго периода сумела сохранить преимущество в счёте в два гола, хотя при этом из-за увеличившегося со стороны соперника прессинга команда постепенно снизила темп игры. Оценивая результаты, канадские и российские эксперты сошлись во мнении, что ключевым отрезком игры оказался третий период матча. Это подтвердил и Кен Хичкок, который в интервью рассказал, что его команда не смогла на равных играть с противником в последние 20 минут основного времени встречи. Именно в третьем периоде россияне, оказывавшие активный прессинг, оставили канадцев без шайбы, лишив, таким образом, соперника главного преимущества — большого наступательного потенциала. Не имея возможности демонстрировать комбинационный хоккей, канадцы утратили способность атаковать, из-за чего упустили инициативу. Начав играть от обороны они попытались полностью сосредоточиться на защите, с чем в конечном итоге справиться не смогли, так как россияне за счёт своего потенциала в нападении реализовали созданные в атаке голевые моменты.
Во многом победа сборной России была обусловлена грамотными действиями Вячеслава Быкова, который тактически переиграл Кена Хичкока. На протяжении всего турнира россияне меняли тактику в зависимости от соперника и подстраивались под чужой стиль, используя сильные и слабые стороны оппонента. Не стал исключением и финал. Тренерский штаб россиян предполагал, что канадцы не будут в течение всей встречи играть в высоком темпе и попытаются за счёт сильной атакующей линии сделать необходимый результат для победы ещё в первом периоде. Из-за проблем, имевшихся в защите, строить игру от обороны было нецелесообразно, поэтому с первых минут матча сборная России стала демонстрировать быстрый остроатакующий хоккей, а при счёте 1:3 Быков дал своим хоккеистам установку — увеличить темп. Помимо активного прессинга, который не дал возможности сопернику эффективно действовать в нападении, россияне, начавшие матч в четыре звена, в заключительном периоде перешли на игру в три звена, что не позволило канадской сборной оказывать индивидуальное противодействие с заново сформированными тройками нападающих. Немалую роль в победе сыграли хоккеисты «Вашингтона» — Фёдоров, Овечкин и Сёмин. Канадцы не сумели изолировать самых результативных российских нападающих, которые каждый раз после выхода на лёд, активно действовали в атаке и регулярно создавала опасные моменты. Именно когда на площадке находились Фёдоров, Овечкин и Сёмин, у российской сборной лучше всего получалась созидательная игра.

## Достижения
Шайба, заброшенная Хитли в ворота сборной России, для нападающего «Оттавы» оказалась 12-й на турнире. Это позволило Дэни стать лучшим снайпером в своей сборной по итогам одного чемпионата мира и превзойти рекорд Эрика Линдроса — 11 забитых голов. Однако Хитли всё же не удалось установить новый рекорд по количеству набранных очков на одном мировом первенстве. Благодаря забитому голу Дэни набрал на турнире 20 баллов, которые позволили ему только повторить достижение, установленное Стивом Айзерманом в 1990 году.
Обладатель золотых медалей чемпионата мира определился в дополнительное время в четвёртый раз, начиная начиная с того момента как стали проводиться мировые первенства. Причём овертайм финальной игры чемпионата 2008 года оказался самым коротким в истории турнира — Илья Ковальчук забросил победную шайбу на 162 секунде. Ранее ни одному хоккеисту не удавалось забить победный гол даже в первые 10 минут дополнительного времени.
Одержав победу над соперником в финале, сборная России прервала беспроигрышную серию сборной Канады, которая с учётом игр чемпионата мира 2007 года составила 17 матчей. Результат, продемонстрированный канадской национальной командой, оказался лучшим за 20 предыдущих лет, однако при этом серия оказалась только повторением достижения, установленного канадцами в 1936—1938 годах, и ставшее по длительности пятым в истории проведения чемпионатов мира.
Благодаря победе в финальном матче, сборная России в 24 раз (с учётом побед сборной СССР) смогла стать чемпионом мира, что позволило ей сравняться с рекордным показателем канадской национальной команды по количеству золотых наград, выигранных на мировых первенствах.

## Реакция

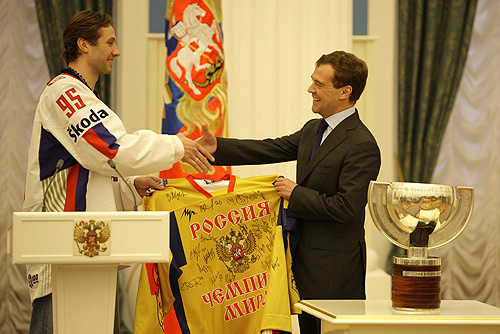
Встреча Президента РФ с национальной командой. Алексей Морозов дарит Дмитрию Медведеву памятную майку с автографами хоккеистов сборной России

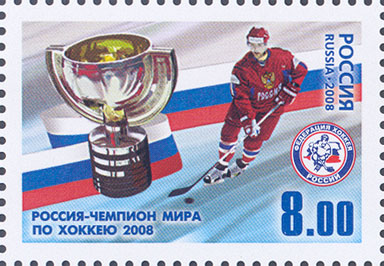
Памятная марка, выпущенная в России по случаю победы национальной команды на чемпионате мира 2008 года

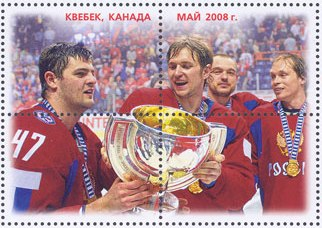
Купон памятной марки, на котором изображены российские хоккеисты (слева направо: Александр Радулов, Денис Гребешков, Андрей Марков и Максим Афиногенов) с чемпионским кубком

Президент ИИХФ Рене Фазель назвал финальный матч чемпионата мира 2008 года одним из самых интересных за всю историю турнира:
Возможно, одна из самых красивых игр, которые когда-либо проходили на турнирах под эгидой ИИХФ, доказала хоккейным поклонникам Канады, насколько могут быть зрелищны матчи сборных, даже в сравнении с играми НХЛ.

### В Канаде
Известный телеведущий канала CBC Television Дон Черри после окончания игры заявил, что сборная Канады проиграла из-за достаточно спорного, на его взгляд, пункта правил, согласно которому хоккеист должен быть удалён за выброс шайбы из своей зоны за пределы площадки:
Руководство НХЛ ввело это глупое правило в сезоне 2005/06, заявив, что игроки, будучи сильно утомленными, специально швыряли шайбу подальше. Как вы думаете, если разумный человек знает, что получит штраф за выброс шайбы, он станет её выбрасывать?! Эти дураки в руководстве лиги ничего не понимают в хоккее, и это правило в итоге стоило нам золота.
Однако большинство североамериканских изданий не согласилось с мнением телеведущего, указав основную причину поражения команды в неудачно проведённом третьем периоде. Не согласились с мнением Черри и многие посетители сайта газеты Edmonton Sun: больше половины людей, принявших участие в опросе, пришли к выводу, что сборная проиграла из-за упущенного преимущества в две шайбы в заключительном периоде матча.
Канадские хоккеисты на церемонии награждения не снимали шлемов, получая свои серебряные медали. Многие из них в этот момент выглядели очень расстроенными. Некоторых игроков канадской сборной после поражения не смогли утешить и индивидуальные награды, полученные по итогам чемпионата. В частности Хитли (его включили в символическую сборную и назвали самым ценным игроком, а также лучшим нападающим турнира), признавшегося, что он оказался очень разочарован результатом финальной игры. После окончания матча хоккеисты канадской национальной команды, находясь в раздевалке, поблагодарили друг друга за выступление на турнире и пообещали собраться ещё раз в том же составе для того, чтобы выиграть золотые награды.
Проигрыш сборной в финале оказался неожиданностью для канадской общественности и экспертов, поскольку большинство болельщиков и аналитиков были уверены в победе своей национальной команды. В Квебеке ещё во время игры было подготовлено проведение различных праздничных мероприятий, которые после окончания матча пришлось отменять. Во время встречи большинство зрителей, находившихся на арене, болели за команду под руководством Кена Хичкока. На трибунах также присутствовало много официальных лиц, в том числе и премьер-министр страны Стивен Харпер, однако, несмотря на такую поддержку, канадские хоккеисты не сумели одержать победу. Большое количество зрительской аудитории в Канаде привлекла к себе прямая телетрансляция матча. Среднее количество людей, смотревших игру на англоязычном канале The Sports Network, составило около 947 тысяч человек, что на 39% превысило число зрителей решающей встречи за золотые награды чемпионата мира 2007 года.

### В России
Глава Федерации хоккея России Владислав Третьяк сравнил победу своей национальной команды с выигрышем сборной СССР первого матча Суперсерии 1972 года:
Надо называть вещи своими именами. Наши совершили такое же чудо, как и в Суперсерии 1972 года, когда мы проигрывали канадцам в первом матче две шайбы, а потом выиграли. Сравнивать нынешний чемпионат и Суперсерию сложно, поскольку там играли лучшие игроки СССР и НХЛ. Но я думаю, этот матч войдет в историю хоккея.
Российские хоккеисты, бурно праздновавшие на льду выигрыш золотых наград, официально скромно отметили победу, проведя после финального матча небольшой банкет. Первым из официальных лиц кто поздравил национальную российскую команду с победой был Президент РФ Дмитрий Медведев. Затем свои поздравления передал председатель правительства Владимир Путин, который в первую очередь выделил тренерский штаб сборной. По мнению Путина, во много благодаря именно Вячеславу Быкову сборной удалось выиграть золотые награды чемпионата мира. 20 мая 2008 года в Екатерининском зале Большого Кремлёвского дворца Дмитрий Медведев провёл встречу с национальной командой. Одиннадцати хоккеистам сборной России в феврале 2009 года было присвоено звание заслуженного мастера спорта, а Вячеславу Быкову и Игорю Захаркину — заслуженного тренера.
Большинство россиян следили за ходом матча по телевизору, причём число зрителей прямой телетрансляции финальной игры в РФ составило порядка 28 миллионов человек. После окончания встречи российские болельщики отметили победу своей национальной команды массовыми гуляньями: на улицах многих городов страны вышло большое количество людей, которые пели песни, запускали в воздух фейерверки и салюты. В московском районе Солнцево около 200 человек даже вышли на проезжую часть Боровского шоссе, из-за чего на нём на некоторое время было остановлено автомобильное движение.

## Комментарии
1. ↑  В квалификационном раунде не учитываются игры, забитые и пропущенные шайбы, а также набранные очки с командами, которые на предварительном этапе заняли 4-е место в группах
2. ↑  Как официальному правопреемнику сборной СССР в зачёт национальной российской команды включены 22 победы советских хоккеистов на чемпионатах мира
3. ↑  На время проведения зимних Олимпийских игр 1992 года сборная, которая была сформирована из числа спортсменов государств-бывших республик СССР, называлась Объединённой командой